# Binoinano
Binoinano är en del av en befolkad plats i Kiribati.   Den ligger i örådet Abemama och ögruppen Gilbertöarna, i den sydöstra delen av landet, 150 km sydost om huvudstaden Tarawa. Binoinano ligger 7 meter över havet och antalet invånare är 369.
Terrängen runt Binoinano är mycket platt.  Närmaste större samhälle är Tabiang Village, 12,9 km nordväst om Binoinano. 